# Royal Academy of Engineering
La Royal Academy of Engineering (en français, Académie royale d'ingénierie) est une académie nationale du génie du Royaume-Uni qui rassemble des ingénieurs britanniques issus de tous les secteurs de l'ingénierie dans le but de faire progresser et de promouvoir l'excellence de cette discipline. L'Académie royale britannique d'ingénierie a été fondée en juin 1976 avec le soutien du prince Philip, duc d'Édimbourg, qui en est devenu le premier senior fellow. L'institution se vit octroyer une charte royale pour son statut le 17 mai 1983 et est devenue la Royal Academy of Engineering le 16 mars 1992,.
Depuis 2014, la présidence de l'académie est assurée par Ann Dowling.